# Bistum Chinhoyi
Das Bistum Chinhoyi (lateinisch Dioecesis Chinhoyiensis, englisch Diocese of Chinhoyi) ist eine in Simbabwe gelegene römisch-katholische Diözese mit Sitz in Chinhoyi.

## Geschichte
Die Mission wurde den deutschen Jesuiten im Jahr 1958 anvertraut. Papst Paul VI. gründete die Apostolische Präfektur Sinoia mit der Apostolischen Konstitution Si evangelicos fructus am 17. Dezember 1973 aus Gebietsabtretungen des Erzbistums Salisbury.
Am 25. Juni 1982 nahm sie den Namen, Apostolische Präfektur Chinhoyi, an. Mit der Bulle Cum Praefectura wurde sie am 28. Oktober 1985 in den Rang eines Bistums erhoben und es wurde dem Erzbistum Harare als Suffragandiözese unterstellt.

## Territorium
Das Bistum Chinhoyi umfasst die Distrikte Guruve, Centenary, Mount Darwin und Rushinga (nördlich des Flusses Mazowe) in der Provinz Mashonaland Central und die Distrikte Makonde, Hurungwe und Kariba (östlich des Flusses Sanyo) in der Provinz Mashonaland West.

## Ordinarien

### Apostolischer Präfekt von Sinoia
- Helmut Reckter SJ (22. Februar 1974 – 25. Juni 1982)

### Apostolischer Präfekt von Chinhoyi
- Helmut Reckter SJ (25. Juni 1982 – 28. Oktober 1985)

### Bischöfe von Chinhoyi
- Helmut Reckter SJ (28. Oktober 1985 – 10. März 2004)
- Dieter Scholz SJ (6. April 2006 – 17. Februar 2016)
- Raymond Tapiwa Mupa CSsR (30. Dezember 2017 – 15. September 2023, dann Bischof von Masvingo)
- Sedisvakanz (seit 15. September 2023)

## Statistik
| Jahr | Bevölkerung | Bevölkerung | Bevölkerung | Priester     | Priester         | Priester       | Priester               | Ständige Diakone | Ordensleute  | Ordensleute      | Pfarreien |
| Jahr | Katholiken  | Einwohner   | %           | Gesamtanzahl | Diözesanpriester | Ordenspriester | Katholiken je Priester | Ständige Diakone | Ordensbrüder | Ordensschwestern | Pfarreien |
| ---- | ----------- | ----------- | ----------- | ------------ | ---------------- | -------------- | ---------------------- | ---------------- | ------------ | ---------------- | --------- |
| 1980 | 37.000      | 634.000     | 5,8         | 20           |                  | 20             | 1850                   | 2                | 31           | 41               | 16        |
| 1990 | 48.097      | 899.000     | 5,4         | 23           | 6                | 17             | 2091                   | 2                | 25           | 71               | 16        |
| 2000 | 69.853      | 1.769.853   | 3,9         | 30           | 19               | 11             | 2328                   | 2                | 9            | 88               | 16        |
| 2003 | 71.000      | 1.771.000   | 4,0         | 29           | 19               | 10             | 2448                   | 2                | 15           | 82               | 17        |
| 2004 | 79.101      | 1.679.101   | 4,7         | 31           | 21               | 10             | 2551                   | 2                | 16           | 76               | 18        |
| 2007 | 85.259      | 1.905.259   | 4,4         | 21           | 13               | 8              | 4059                   | 2                | 14           | 70               | 18        |
| 2013 | 110.000     | 2.235.000   | 4,9         | 37           | 31               | 6              | 2972                   | 2                | 11           | 72               | 19        |